# Зоран Ставрески
Зоран Ставрески (на македонска литературна норма: Зоран Ставрески) е политик от Северна Македония, вицепремиер в правителствата на Никола Груевски и Емил Димитриев, министър на финансите от 2009 до 2016 г.

## Биография
Ставревски е роден в Охрид, Федерална Югославия, в 1964 година. Завършва Икономическия факултет през 1987 г., а през 1997 година завършва магистратура в Скопския университет „Свети Кирил и Методий“ с тема „Избор на оптимална монетарна стратегия и инструменти – случаят на Република Македония“
Преди да бъде избран за вицеприемиер придобива богат опит с участието си в различни икономически програми. Има петгодишен опит в контактите между международните икономически институции и македонските власти. В новото правителство идава от Световната банка, където работи от февруари 2006 г.
В условията на разразила се политическата криза подава оставка от заеманите постове на 14 юни 2016 г., мотивирайки се официално със здравословни причини.